# Răchita, Alba
Răchita, mai demult Rechita-Purcăreți (în germană Brunndorf, Rekitzdorf, Rekite, în maghiară Rekitta) este un sat în comuna Săsciori din județul Alba, Transilvania, România.

## Imagini

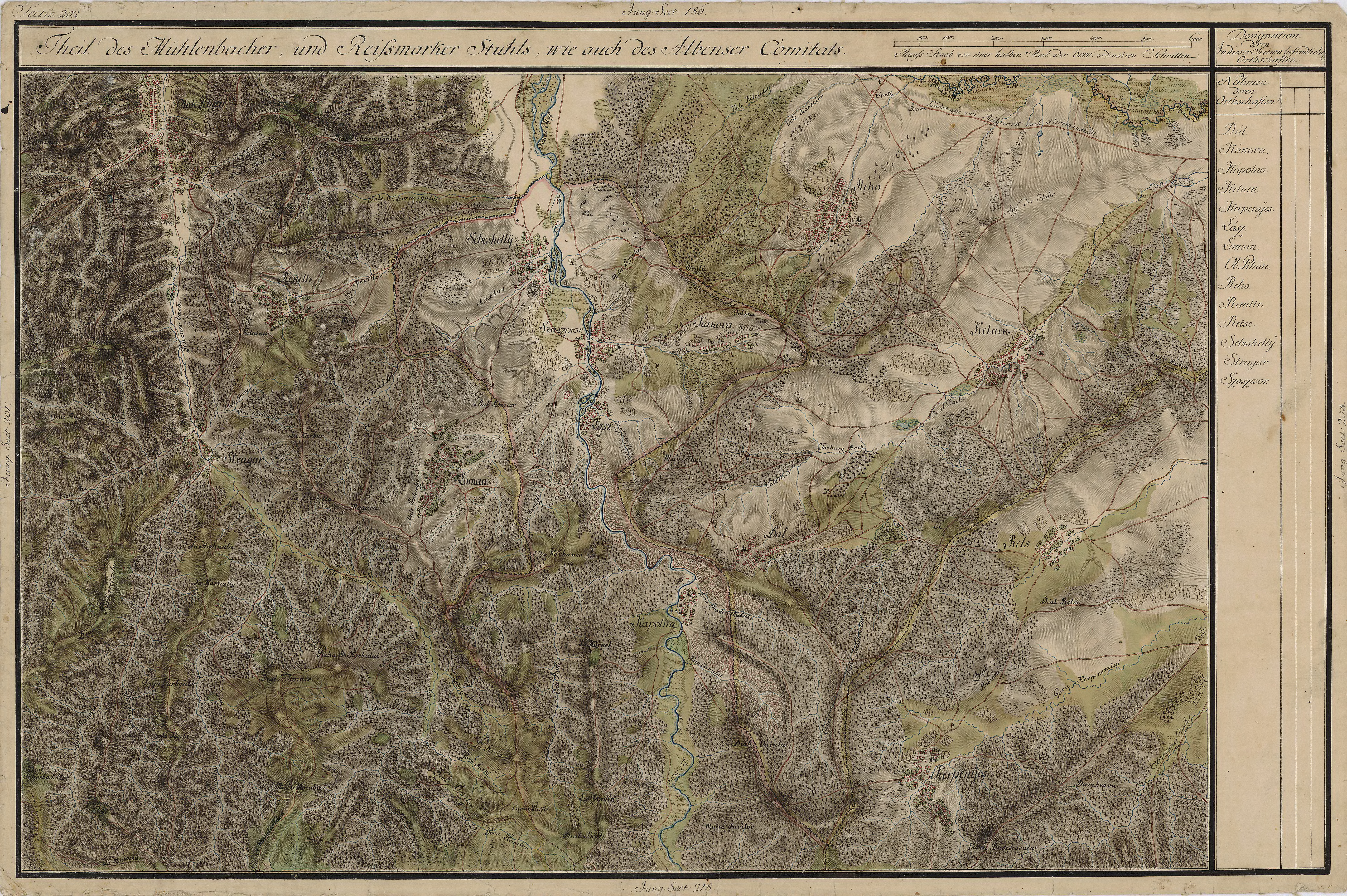
Răchita în Harta Iosefină a Transilvaniei, 1769-1773